# La Bosse-de-Bretagne
La Bosse-de-Bretagne (tiếng Breton: Bosenn, Gallo: La Bocz) là một xã của tỉnh Ille-et-Vilaine, thuộc vùng Bretagne, miền tây bắc nước Pháp.